# Otto Franck Import
Die Otto Franck Import GmbH & Co. KG ist ein deutscher Importeur und Großhändler für Lebensmittel.

## Geschichte
Das 1920 gegründete Unternehmen hat seinen Stammsitz in Augsburg. Dort befinden sich auch das Zentrallager sowie die OFI Akademie, eine hauseigene Fortbildungsstätte für Baristas und Eishersteller. Vor der Firmenzentrale im Stadtteil Lechhausen steht seit 2009 symbolisch eine überdimensionale Fischdose, ein Werk des Bildhauers Joseph Michael Neustifter.

## Tätigkeit
Zum Sortiment gehören Konserven fast jeder Art (Schwerpunkt Fisch, insbesondere Thunfisch, Sardinen und Makrelen), Tiefkühlkost (Geflügel, Meeresfrüchte, Gemüse, Obst und anderes), Grundstoffe für die Speiseeisherstellung (Handelspartner: Giuso), Espresso (Handelspartner: Procaffé/Bristot) und kandierte Früchte. Importiert wird aus Europa und anderen Ländern der Welt vorwiegend nach Deutschland, aber auch in die meisten Länder der EU. Kunden sind der Lebensmittelhandel (Discounter), die Lebensmittelindustrie, Großküchen und Kantinen sowie die Gastronomie. Eigene Marken sind La Perla (Hauptmarke), Bakery's Finest für Premium-Obstkonserven im handwerklichen Backbereich, Arcobaleno für den Gastronomiebereich und Le Pecheur für Fischkonserven.

## Bedeutung
Im Jahr 2015 wurde ein Umsatz von 196 Millionen Euro erzielt. Das Unternehmen ist in Familienbesitz. Geschäftsführer sind Florian Kraus und Stefan Kraus.
Otto Franck Import befindet sich unter den 500 umsatzstärksten Familienunternehmen nach IfM (Stand 2011: Platz 442).